# عمدة العقائد (كتاب)
عمدة العقائد المسمى بـ عمدة عقيدة أهل السنة والجماعة هو كتاب في أصول الدين وعلم الكلام على مذهب الحنفية الماتريدية للإمام أبي البركات حافظ الدين النسفي صاحب متن «كنز الدقائق» المتوفى سنة (710هـ). وهو كتاب طبع قديماً بدون تحقيق علمي، وطبع بعنوان «عمدة عقيدة أهل السنة والجماعة» باعتناء المستشرق الإنجليزي وليم كيورتن في لندن سنة 1843م، وقد وصفه حاجي خليفة في (كشف الظنون) فقال إنه: «مختصر يحتوي على أهم قواعد علم الكلام يكفي لتصفية العقائد الإيمانية في قلوب الأنام».

## شروحه
شُرِح هذا الكتاب شروح عديدة، ومن العلماء الذين قاموا بشرحه:
- شرحه الإمام النسفي نفسه في كتاب سماه «الاعتماد في الاعتقاد» أو «شرح العمدة في عقيدة أهل السنة والجماعة».
- كما شرحه قاضي القضاة بدمشق جمال الدين محمود بن أحمد القونوي الحنفي المتوفى سنة (770هـ) أو (771هـ)، وسمى الشرح: «الزبدة في شرح العمدة».
- وشرحه شمس الدين محمد بن يوسف بن إلياس الرومي القونوي الحنفي المتوفى سنة (788هـ).
- وشرحه أيضاً شمس الدين محمد بن إبراهيم النكساري الرومي الحنفي المتوفى سنة (901هـ)، وسماه: «شرح عمدة العقائد».
- وشرحه أكمل الدين البابرتي الحنفي المتوفى سنة (786هـ)، وسماه: «شرح عمدة العقائد».
- وشرحه أحمد بن أوغوز دانشمند الأقشهري الرومي الحنفي المتوفى سنة (800هـ)، وسماه: «الانتقاد في شرح عمدة الاعتقاد».
- وشرحه إسماعيل بن سودكين بن عبد الله، أبو الطاهر، شمس الدين النوري، الحنفي الصوفي، المتوفى سنة (646هـ)، وسماه: «شرح عمدة العقائد».

وللكتاب شروح أخرى ذكرها حاجي خليفة في كتابه (كشف الظنون).

## نبذة عن المؤلف
هو أحد أئمة الفقه والأصول والتفسير، وتصانيفه الكثيرة تشهد له بالسبق والتقدم والاجتهاد، ولعلمه وورعه وفضله انتهت إليه رئاسة المذهب الحنفي في زمانه. وعده بعض العلماء من المجتهدين في المذهب وقالوا إنه اختتم به ولم يوجد بعده مجتهد في المذهب الحنفي.
- قال عنه ابن حجر العسقلاني: «عبد الله بن أحمد بن محمود النسفي علامة الدنيا».
- وقال الحافظ عبد القادر القرشي في طبقاته: «أحد الزهاد المتأخرين صاحب التصانيف المفيدة في الفقه والأصول».
- وقال ابن تغري بردي: «عبد الله بن أحمد بن محمود، الإمام العلامة شيخ الإسلام حافظ الدين أحد العلماء الزهاد، وصاحب التصانيف المفيدة في الفقه والأصول والعربية».
- وذكره صاحب كتاب معجم المطبوعات العربية: «كان إماماً كاملاً عديم النظير في زمانه رأساً في الفقه والأصول بارعاً في الحديث ومعانيه».

## محتوى الكتاب
- إهداء.
- مقدمة.

### القسم الأول: الدراسة
- الفصل الأول: الإمام أبو البركات النسفي حياته وأعماله.
- الفصل الثاني: بناء كتاب الاعتماد في الاعتقاد.
- الفصل الثالث: دراسة تحليلية لبعض قضايا الكتاب.
- الفصل الرابع: منهج التحقيق ووصف نسخ المخطوطة.
- نماذج مصورة من المخطوطات المستخدمة في التحقيق.

### القسم الثاني: التحقيق
- مقدمة المؤلف.
- في إثبات الحقائق.
- فصل في حدوث العالم.
- فصل في إثبات الصانع.
- فصل في صفة الوحدانية.
- فصل في صفة القِدَم.
- فصل في أنه تعالى ليس بعرض.
- فصل في أنه تعالى ليس بجوهر.
- فصل في أنه تعالى ليس بجسم.
- فصل في أنه تعالى ليس في جهة.
- فصل في أنه تعالى ليس بمتمكن في مكان.
- فصل في صفات الكمال.
- فصل في صفة الكلام.
- فصل في صفة التكوين.
- فصل في صفة الإرادة.
- فصل في صفة الحكمة.
- فصل في إثبات الرؤية.
- فصل في إثبات الرؤية في المنام.
- فصل في إثبات أن المعدوم ليس بمرئي.
- فصل في إثبات الرسالة.
- فصل في إثبات رسالة محمد ﷺ.
- فصل في خواص النبوة.
- فصل في كرامة الأولياء.
- فصل في الاستطاعة.
- فصل في أفعال العباد.
- فصل في المتولدات.
- فصل في أن المقتول ميت بأجله.
- فصل في أنه تعالى مريد للطاعة والمعصية.
- فصل في إثبات مسألة الهدى والإضلال.
- فصل في الصلاح والأصلح.
- فصل في القضاء والقدر.
- فصل في حكم تكليف ما لا يطاق.
- فصل في الرزق.
- فصل في وجوب الإيمان.
- فصل في ماهية الإيمان.
- فصل في أن الإيمان لا يزيد ولا ينقص.
- فصل في أن من قام به التصديق فهو مؤمن حقاً.
- فصل في حكم إيمان المقلد.
- فصل في أن الإيمان والإسلام واحد.
- فصل في حكم مرتكب الكبيرة.
- فصل في الشفاعة.
- فصل في حكم جواز العفو عن الكفر.
- فصل في أنه تعالى لا يوصف بالقدرة على الظلم والسفه.
- فصل في أن الحسنات يذهبن السيئات.
- فصل في السمعيات.
- فصل في حشر الأجساد.
- فصل في أن قراءة الكتاب حق.
- فصل في أن الميزان حق.
- فصل في أن الصراط حق.
- فصل في الجنة والنار.
- في أن أن الجني الكافر يعذب بالنار.
- فصل في أن الولي لا يبلغ درجة النبي.
- فصل في ترتيب الفضل بين البشر والملك.
- فصل في أن الميثاق الذي أخذه الله من آدم وذريته حق.
- فصل في الإمامة.
- فصل في ترتيب الصحابة في الفضل.
- قائمة بأهم المراجع.
- فهرس الموضوعات.